# Louis-Nicolas Séjan

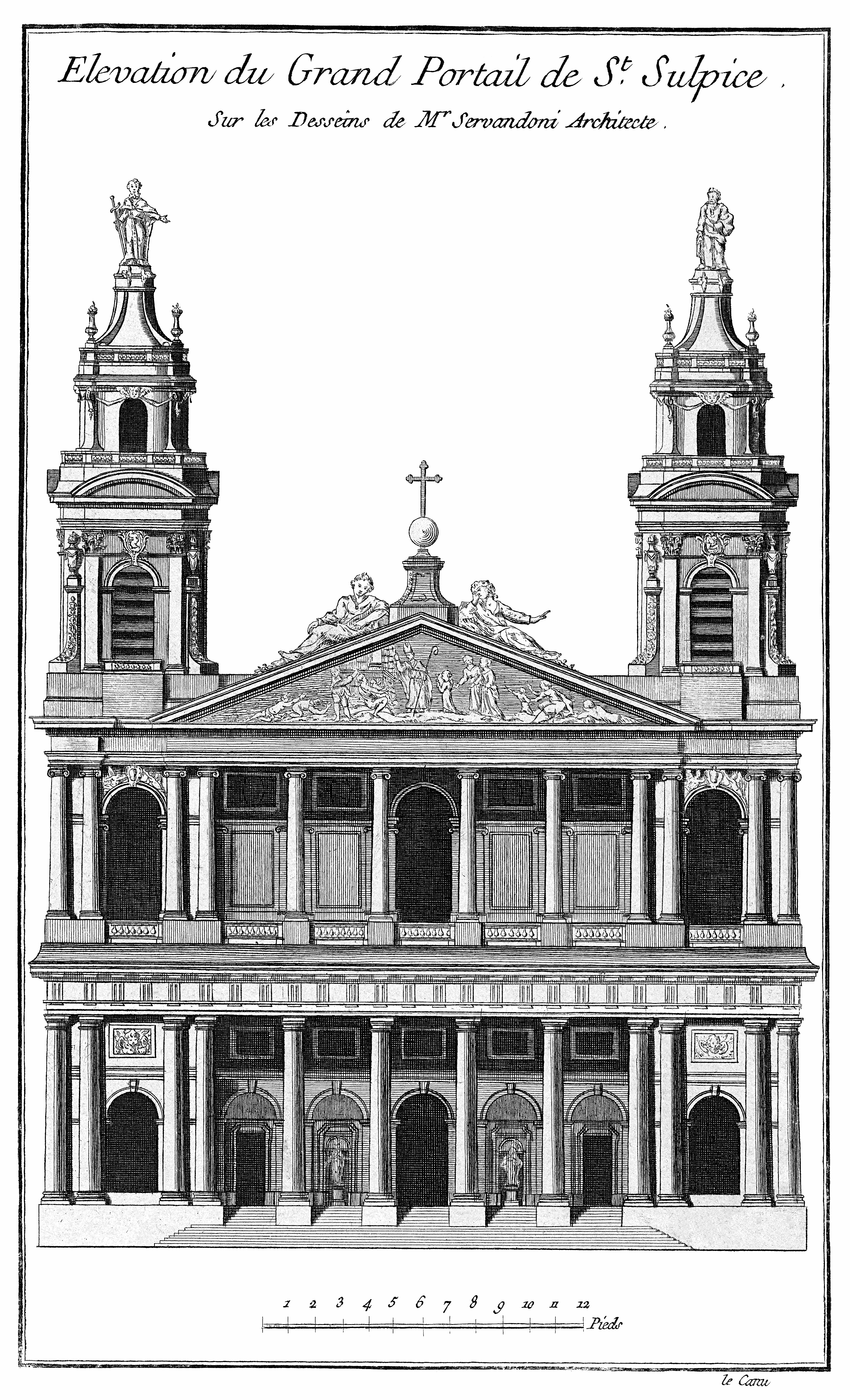
Façade de l'Église de Saint-Sulpice de Paris.

Louis-Nicolas Séjan, né à Paris le 10 juin 1786, et décédé en mars ou avril 1849, est un organiste, pianiste et compositeur français.

## Biographie
Fils de Nicolas Séjan dit l'Aîné, il est élève de son père avant de lui succéder à l’orgue de l'Église de Saint-Sulpice et à celui des Invalides. Par voie de concours, il obtient la place d'organiste de la chapelle du roi en 1816, poste qu'il tient jusqu'en 1830, lorsque la Chapelle Royale fut fermée. Parallèlement, il enseigne le piano au Couvent du Sacré-Cœur et autres établissements. En 1848, son salaire à Saint-Sulpice est tellement réduit qu’il doit démissionner. Il quitte Paris en mars 1848 et meurt peu après à 63 ans.

## Œuvres
Il a laissé des œuvres pour orgue,
- de la musique de chambre,
- des pièces pour piano: 2 Duos pour harpe et piano, 2 Sonates pour piano, 13 Variations faciles, une Fantaisie sur les Folies d'Espagne, 9 cahier de romances, L'invitation et le souvenir, rondoletto, etc.
- O salutaris hostia à 4 voix
- et un opéra, Fénella.

## Partitions gratuites
- « Séjan, Louis-Nicolas » (partitions libres de droits), sur l'IMSLP